# Valerie Fischer
Valerie Fischer is een personage uit de Nederlandse soapserie Goede tijden, slechte tijden. De rol van Valerie werd tussen januari 2003 en september 2005 gespeeld door actrice Elle van Rijn. Valerie bleek de biologische moeder van het personage Charlie Fischer.

## Inhoud van de rol
In de eerste scène van Valerie ontmoet ze haar oudere zus Barbara. Barbara is absoluut niet blij om haar jongere zus weer terug te zien. Ze eist dan ook dat Valerie Meerdijk verlaat, maar dat is makkelijker gezegd dan gedaan.
Toen Barbara ging trouwen met David Thorton, wist Valerie haar zwager het bed in te krijgen. Valerie werd zwanger, iets waar haar moeder en Barbara niet blij mee waren. In die tijd werd besloten dat Charlie zogenaamd Barbara's dochter zou zijn, om geroddel te vermijden.
Dan wordt er bij Valerie baarmoederhalskanker geconstateerd. Ze sluit zich van iedereen af, en wil er niet over praten. Zonder dat iemand het weet, laat ze zich opereren. Gelukkig verloopt de operatie goed, maar uiteindelijk hoort ze dat ze nooit meer kinderen zal kunnen krijgen. Valerie realiseert zich dat Charlie haar enige dochter is. Ze begint steeds meer aandacht te besteden aan Charlie, tot groot ongenoegen van Barbara. Wanneer Charlie wordt aangereden door Robert en voor dood wordt achtergelaten biecht Valerie op dat zij Charlie's biologische moeder is, maar Charlie is echter op dat moment niet helemaal bij kennis en blijkt dit onbewust gehoord te hebben, maar dit weet zij niet meer. Charlie houdt aan dit ongeluk een verlamming aan haar benen over. Echter blijkt enkele maanden later dat haar verlamming is ontstaan door het psychische trauma, namelijk de schok dat niet Barbara, maar Valerie haar biologische moeder is. Charlie heeft dit verdrongen met een conversiestoornis (tegenwoordig FNS genoemd) tot gevolg.  
Eerst wil Charlie niks meer weten, van zowel Barbara als Valerie. Maar uiteindelijk lukt het Valerie om een relatie met haar dochter op te bouwen. Hoewel het vooral haat en nijd is tussen de zussen Barbara en Valerie, blijkt Charlie voor haar beide moeders een plekje in haar hart te hebben. Vooral een gijzelingsactie in de Rozenboom door een ontslagen werknemer versterkt de band tussen Charlie en Valerie. De paniekaanvallen die Valerie hierna faket kost haar relatie met Ludo, maar deze stond al op losse schroeven door zijn gevoelens voor Janine. 
Voor de Auntie-Annie campagne besluiten Barbara, Charlie, Valerie en Morris naar Portugal af te reizen. Net als Barbara en Valerie alles hebben uitgepraat en eindelijk een goede band als zussen kunnen opbouwen valt Valerie tijdens een middag abseilen van een rots. Ze wordt zwaargewond met de traumahelikopter naar het ziekenhuis gebracht. In het ziekenhuis krijgt ze een herseninfarct, waardoor ze in coma raakt. Na een tweede herseninfarct verslechtert de situatie. Valerie heeft ooit tegen Charlie verteld dat ze niet als kasplantje door het leven wil. Charlie vervult de wens van Valerie en trekt de stekker eruit. Vlak daarna overlijdt ze.